# 何年片想い
「何年片想い」（なんねんかたおもい）は、近藤夏子の楽曲。自身が作詞・作曲を手掛けた。近藤の2枚目のシングルとして2010年8月4日にワーナーミュージック・ジャパンから発売された。

## 概要
前作より約3か月半ぶりにリリースされた。初回限定盤と通常盤の2形態で発売。初回限定盤DVDには「何年片想い」のPVを収録。また、各形態で収録内容が異なる。初回限定盤にはオリジナルステーショナリーキットが付録。キットの内容は、定規や分度器、クリップ等のセット。

## 収録内容
全作詞・作曲：近藤夏子

### 初回限定盤

#### CD
1. 何年片想い [4:34]
  - 編曲：藤澤慶昌
  - NHK大阪「あほやねん!すきやねん!」エンディングテーマソング
2. R18指定 [3:24]
  - 編曲：藤澤慶昌
3. 母性本能ってやつ -Reggae Disco Rockers Remix- [4:34]
  - リミキサー：Reggae Disco Rockers
  - コンドウマニア4に収録されているものをアレンジしたもの。

DVD
1. 何年片想い（Music Video）
2. ALL TIME DOCUMENTARY

### 通常盤

#### CD
1. 何年片想い
2. R18指定
3. 母性本能ってやつ -Reggae Disco Rockers Remix-
4. 君授業 [5:01]
  - 編曲：藤澤慶昌